# Lagga kyrka

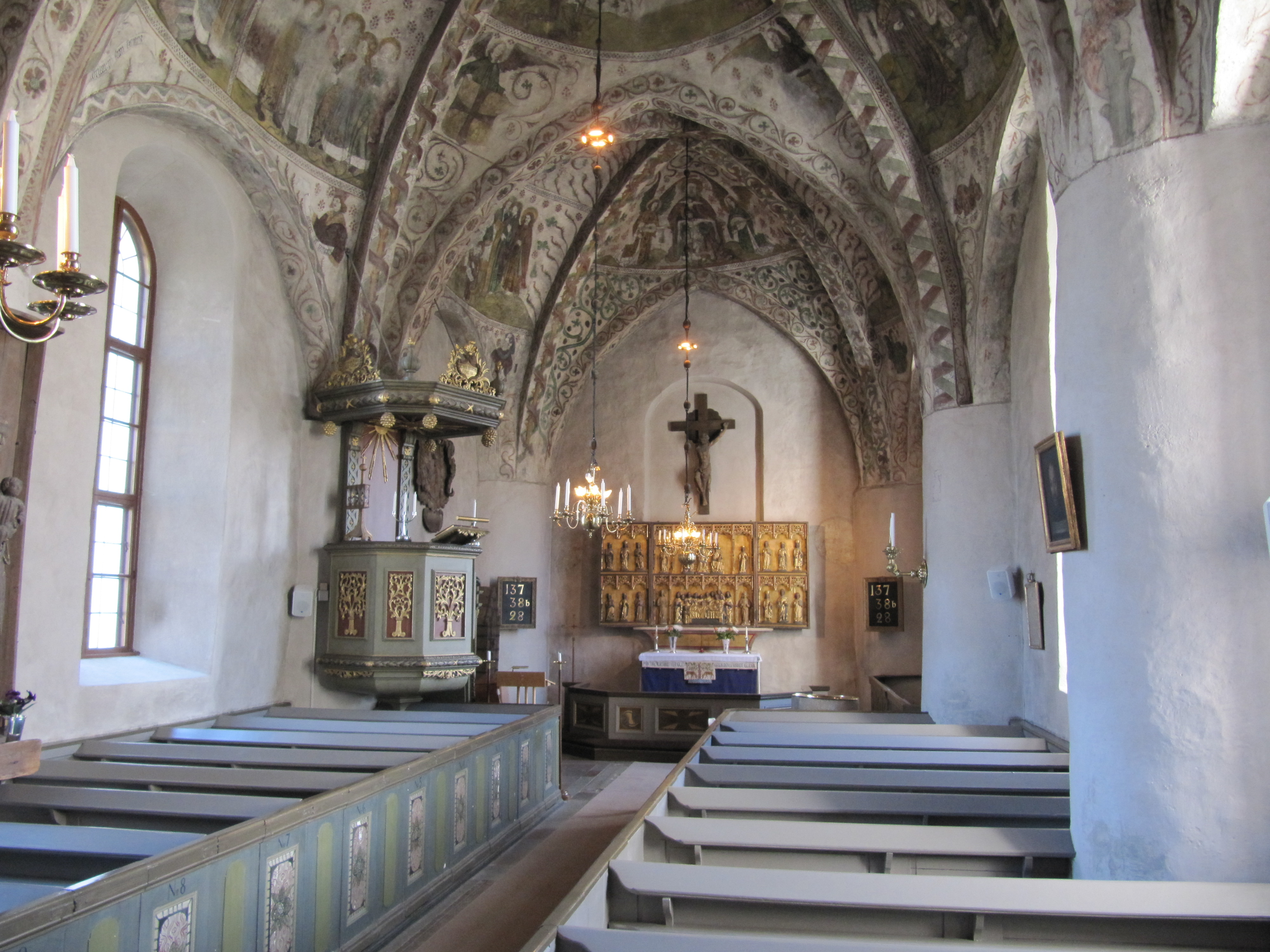
Kyrkorum

Lagga kyrka är en kyrkobyggnad i Lagga i Uppsala stift. Den är församlingskyrka i Lagga församling i Knivsta pastorat. Kyrkan ligger nederst på Laggabergets norra sluttning, invid den forntida vattenled som förband Uppsala med Garnsviken. I socknen ligger Mora äng, där svearna samlades för att välja kung.

## Kyrkobyggnaden
Lagga kyrka är en medeltida salkyrka bestående av ett rektangulärt långhus med rakt avslutat kor i öster. Kyrkobyggnaden har en stomme av gråsten och saknar sockel. Takvalv, gavelrösten, portalomfattningar och fönster är byggda av tegel. Vid nordöstra sidan finns en vidbyggd sakristia och vid sydvästra sidan ett vidbyggt vapenhus. Sakristian vilar på en hög grund och har en rymlig källare. Samtliga byggnadsdelar har putsade fasader och täcks av sadeltak. Ingången är belägen i vapenhusets södra vägg.

### Tillkomst och ombyggnader på medeltiden
Långhuset och sakristian ligger i förband med varandra och uppfördes samtidigt vid 1200-talets senare del eller början av 1300-talet. Från början hade kyrkorummet ett treklövervalv av trä, vilket var vanligt vid denna tid. Skelettet till detta valv är synligt i kyrkans vind. Vapenhuset som inte ligger i förband med långhuset uppfördes troligen vid mitten av 1400-talet. Under 1400-talets första hälft försågs kyrkorummets innertak med fyra kryssvalv av tegel som bemålades. Tegelvalven blev omkring 2,5 meter lägre än tidigare treklövervalv. Omkring år 1500 omdekorerades kyrkan. Enligt en inskription kan det yngre målningslagret dateras till 1498, och härstammar från Albertus Pictors skola.

### Senare ombyggnader
Kyrktaket hade tidigare en spetsig takryttare som enligt en avritning fanns kvar på 1600-talet, men som 1725 ersattes med en vindflöjel.
Innerväggarnas målningar överkalkades 1747, samtidigt som ytterväggarna rappades. Valvens kalkmålningar blev däremot aldrig överkalkade. I vapenhuset överkalkades både valv och väggar. Kyrkorummets bänkinredning tillverkades 1784 av snickaremästare Svän Malmström från Funbo socken. Nytt altare av trä med altarring tillverkades 1786. Stora förändringar genomfördes åren 1814–1816 då nya fönster höggs upp i norra långhusväggen, samtidigt som korfönstret och fönstren i södra långhusväggen kraftigt förstorades. Altarskåpet ersattes med ett träkors prydd med en törnekrona. Tillsammans med ett Mariaskåp och triumfkrucifixet förpassades altarskåpet till klockstapelns vind. Vapenhusets gavelröste av tegel tillkom 1870.

### 1900-talets restaureringar
En restaurering genomfördes 1926–1927 under ledning av arkitekt Evert Milles då interiören återfick sin medeltida karaktär. Konserveringsarbetena utfördes av konstnären Edvin Almgren. Korfönstret som huggits upp 1815 sattes igen. Altarskåpet restaurerades och återfick sin plats liksom Mariaskåpet och triumfkrucifixet. En nytillverkad dörr sattes in mellan vapenhuset och kyrkorummet. 1947 rengjordes väggar och valv och korets fyra konsekrationskors togs fram. Kyrkans vedeldade kamin ersattes med elvärme. 1957 försågs sakristian med en piscina av mässing.

### Valvmålningarna
Valvmålningarna i Lagga kyrka från kortaket och bakåt i kyrkan:

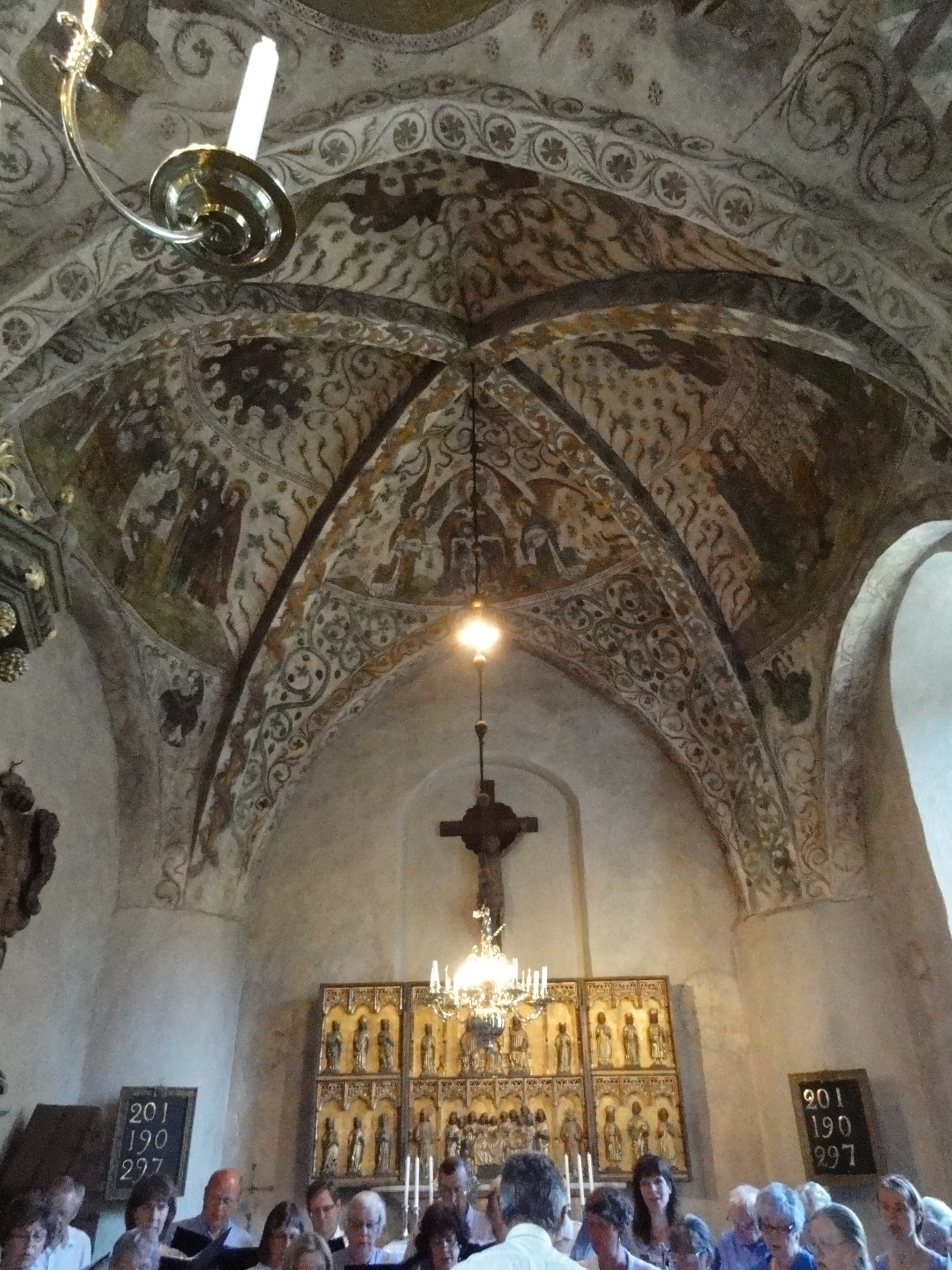
Korvalvet
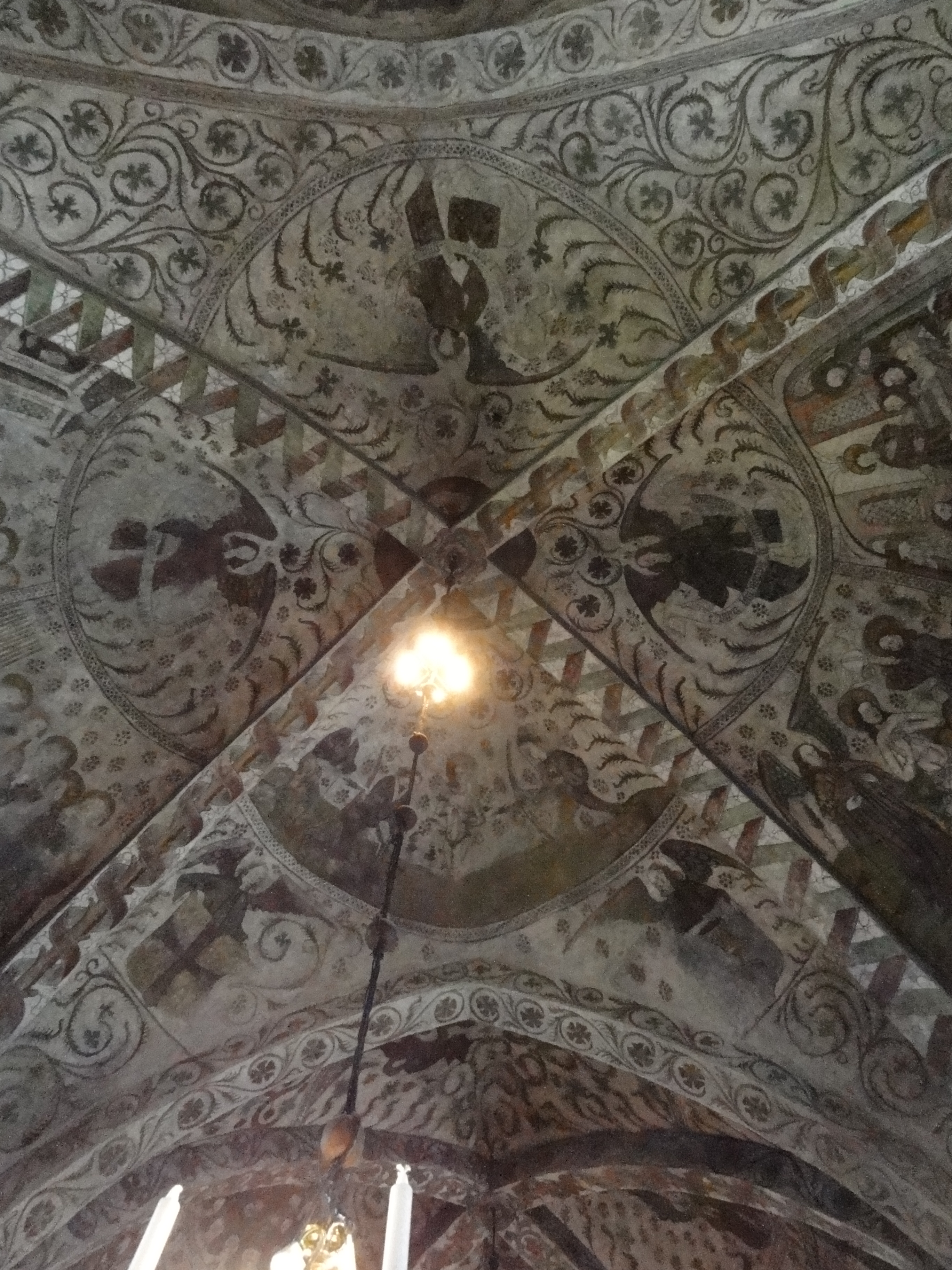
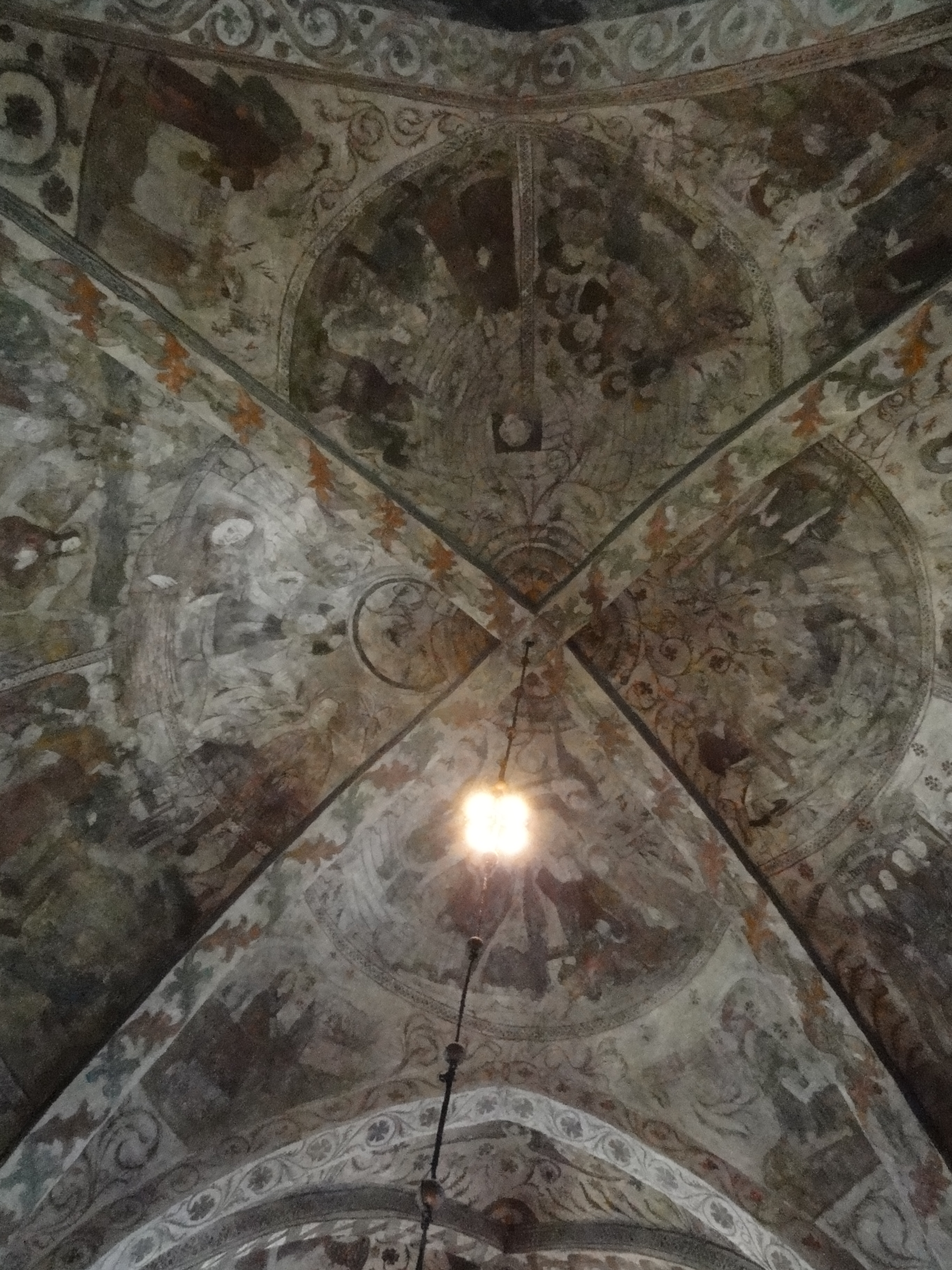
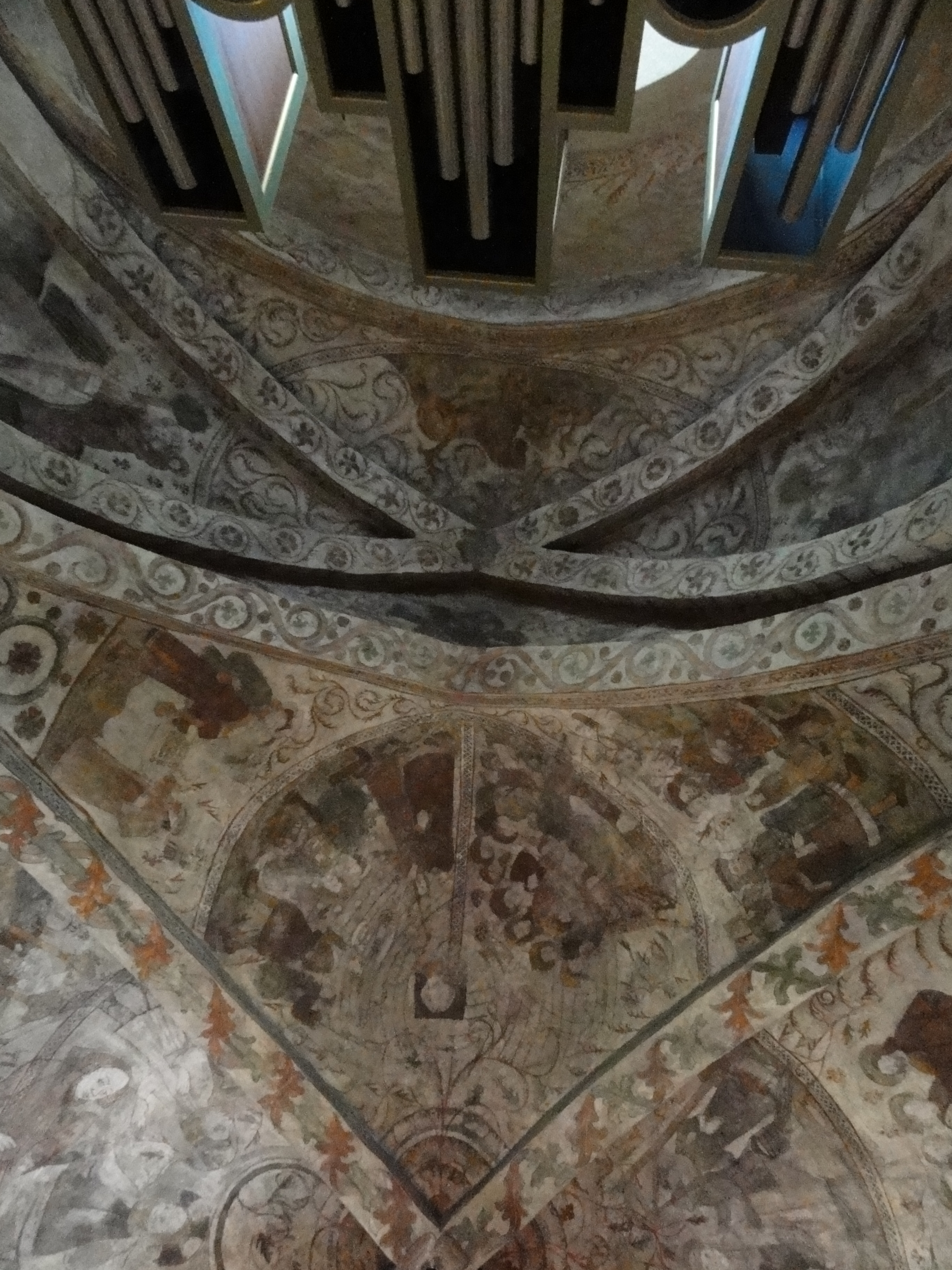

## Inventarier
- Äldst bland kyrkans inventarier är dess dopfunt, som tillverkades på 1100-talet.[1]
- Predikstolen är tillverkad i Stockholm av bildhuggaren Carl Spaak och levererad 1718. Predikstolen står vid norra väggen.
- Triumfkrucifixet av Dalbymästaren är från 1300-talets första hälft och är kyrkans äldsta träföremål. Vid en renovering i modern tid fick krucifixet ett nytt kors.
- Altarskåpet är ett Mariaskåp som tillverkades i Sverige under slutet av 1400-talet. I dess corpus finns två scener där den övre föreställer Marias kröning och den nedre Marias död. Skåpet restaurerades 1927 efter att ha varit kasserat.
- Ett Mariaskåp är samtida med altarskåpet och hänger vid norra väggen. Skåpet som legat utvräkt i klockstapeln saknar dörrar men har en välbevarad Mariaskulptur. All bemålning är borta.
- Vid korets norra sida, intill ingången till sakristian, står ett 216 centimeter högt sakramentskåp av ek från medeltiden. Skåpet har spetsigt tak och spetsig dörr med två lås.
- Ett medeltida bordsskåp är numera uppställt i vapenhuset.
- På norra korväggen, ovanför ingången till sakristian, hänger Gustaf Svinhufvuds vapen av skulpterat trä från 1600-talet.
- Vid korets södra sida står en dopfunt av sandsten som troligen är kyrkans äldsta föremål. Funten har 1100-talsornamentik med flätmönster och djurbilder. Ett dopfat av mässing är skänkt till kyrkan 1961 av Lagga kyrkliga syförening.
- I sakristian finns kyrkans äldsta ljuskrona som härstammar från medeltiden. Ljuskronan i koret skänktes till kyrkan vid slutet av 1600-talet av Gustaf Svinhufvud.
- En tvåarmad ljusarm är från mitten av 1600-talet och hänger på pelare i södra väggen mittemot predikstolen.
- Två par ljusstakar är av försilvrad mässing. De mindre är från 1695 medan de större är från omkring år 1700.
- Ett nattvardskärl med paten är från 1717. En åttakantig oblatask är från senare delen av 1600-talet. Ett sockenbudstyg är från 1791 och en vinkanna från 1795.
- En silverbroderad svart mässhake är inköpt 1817. En grön mässhake prydd med vävt gaffelkors i guldtråd är skänkt 2008.
- En brudkrona av förgyllt silver med ametister och pärlor är skänkt till församlingen 1956. Brudkronan är komponerad och tillverkad av guldsmeden Curt Jacobsson i Uppsala.

## Orglar
- Första orgeln tillkom 1835 och var byggd av Pehr Gullbergson i Lillkyrka. Orgeln hade 10 stämmor. Orgelfasaden utformades av arkitekt Carl Gustaf Blom Carlsson.
- 1927 byggde Åkerman & Lunds Nya Orgelfabriks AB, Sundbybergs stad en orgel med 10 stämmor, två manualer och pedal. Orgeln omdisponerades 1947 av Bo Wedrup, Uppsala.
- Den nuvarande orgeln byggdes 1978 av Robert Gustavsson Orgelbyggeri AB, Härnösand. Orgeln är mekanisk med slejflådor och har ett tonomfång på 56/30. Fasaden är från 1978 och ritades av Mads Kjersgaard], Uppsala.

| Huvudverk I   | Bröstverk II  | Pedal         | Koppel |
| Principal 8´  | Trägedackt 8´ | Subbas 16´    | I/P    |
| Blockflöjt 8´ | Quintadena 4´ | Gedacktbas 8´ | II/P   |
| Octava 4'     | Hålflöjt 2'   | Fagott 16'    | II/I   |
| Tvärflöjt 4'  | Sedecima 1'   |               |        |
| Quinta 3'     | Regal 8'      |               |        |
| Octava 2'     |               |               |        |
| Ters 1 3⁄5'   |               |               |        |
| Mixtur III    |               |               |        |

När nuvarande orgeln installerades revs läktaren från år 1650.

## Omgivning
- Högre upp på Laggaberget står en klockstapel som byggdes 1736 och ersatte en tidigare stapel. Från början var stapeln en öppen konstruktion med huv och vars strävor och syllar var beklädda med spån och brädor. Senare byggdes stapeln in, vilket troligen ägde rum år 1736. En ljudanläggning installerades 2008 så att klockringningen kan höras inne i kyrkan. Stora kyrkklockan är omgjuten 1736 av Eric Näsman, medan lilla klockan är gjuten 1865 av F.M. Bergholtz.
- Kyrkogården sluttar starkt mot norr och nordost. Omgivande kyrkogårdsmur har två ingångar, en åt söder och en åt öster. Båda ingångarna har tidigare varit överbyggda med stigluckor. På kyrkogården har tidigare stått en timsten som är omnämnd 1750 och 1787. En minneslund iordningställdes år 2007.
- Vid kyrkans sydöstra sida finns en bronsskulptur föreställande en musicerande ängel som invigdes 4 oktober 1959. Skulpturen är en kopia av Carl Milles skulptur Flöjtspelande ängel på Millesgården i Stockholm.
- Öster om kyrkogården ligger den gamla prästgården med timrade rödfärgade byggnader. Äldre prästgårdsbyggnaden är en byggnad med valmat sadeltak av karolinsk typ, som troligen är uppförd under senare delen av 1600-talet.

## Bildgalleri

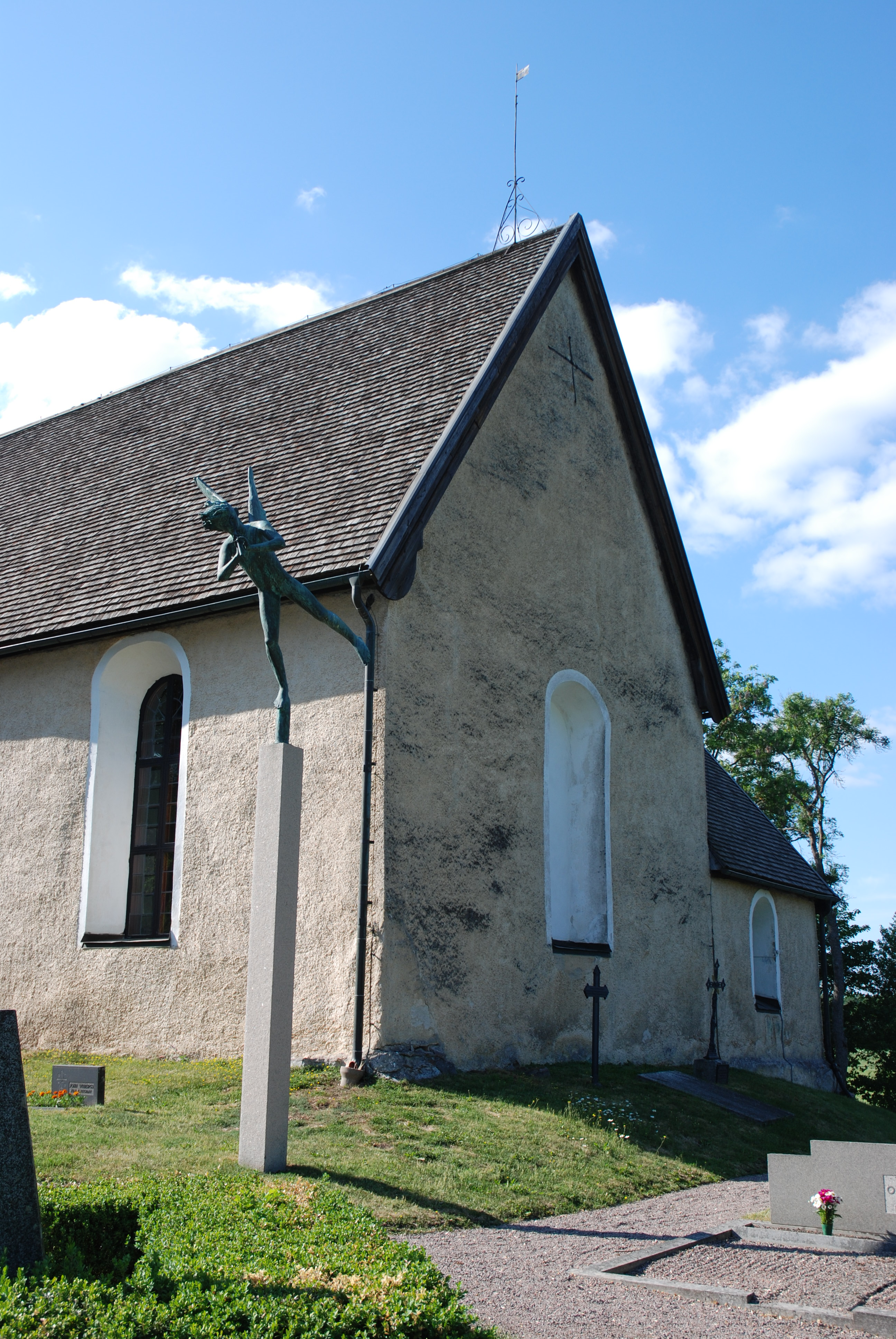
Carl Milles skulptur Flöjtspelande ängel utanför Lagga kyrka
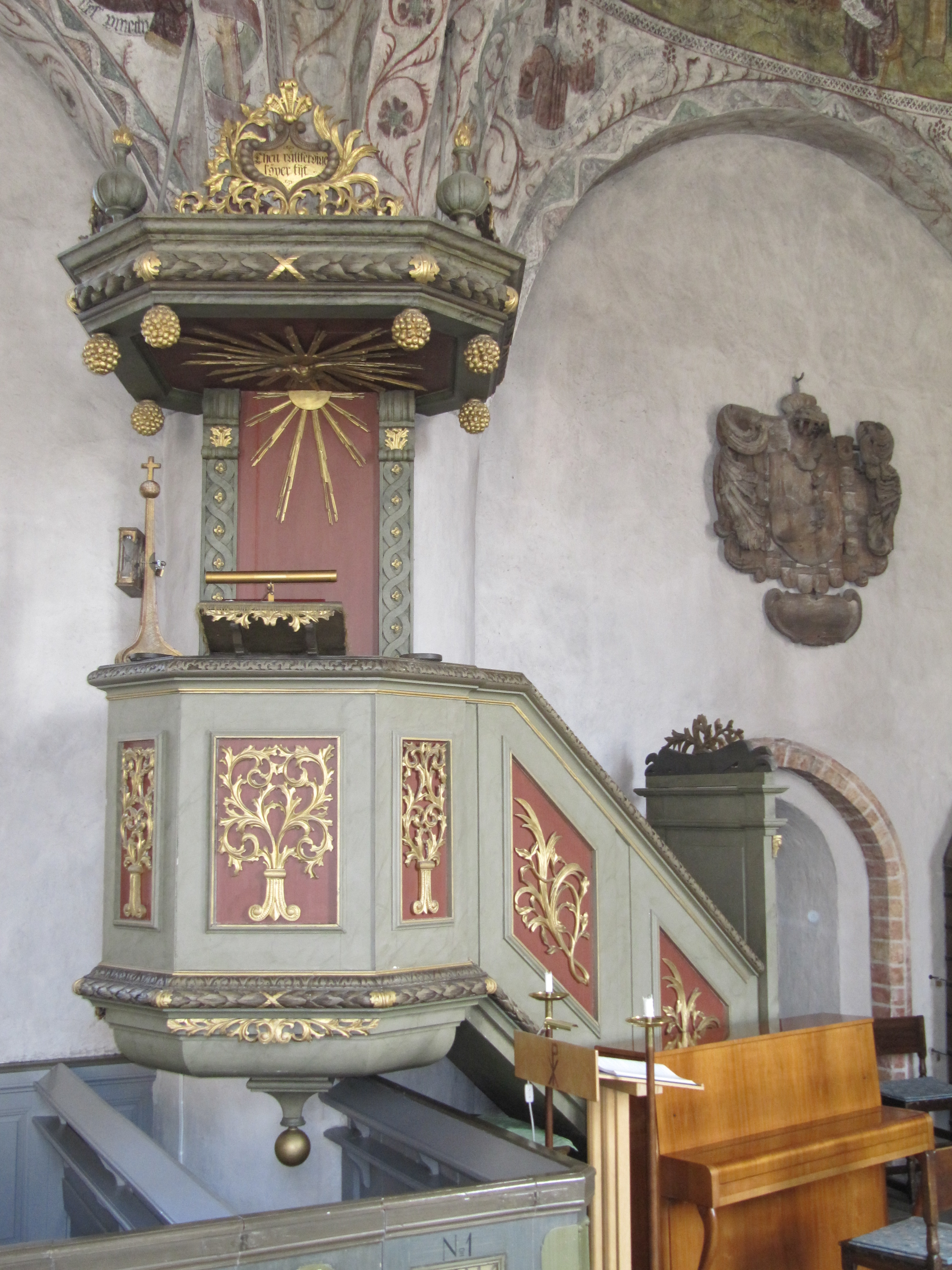
Predikstol
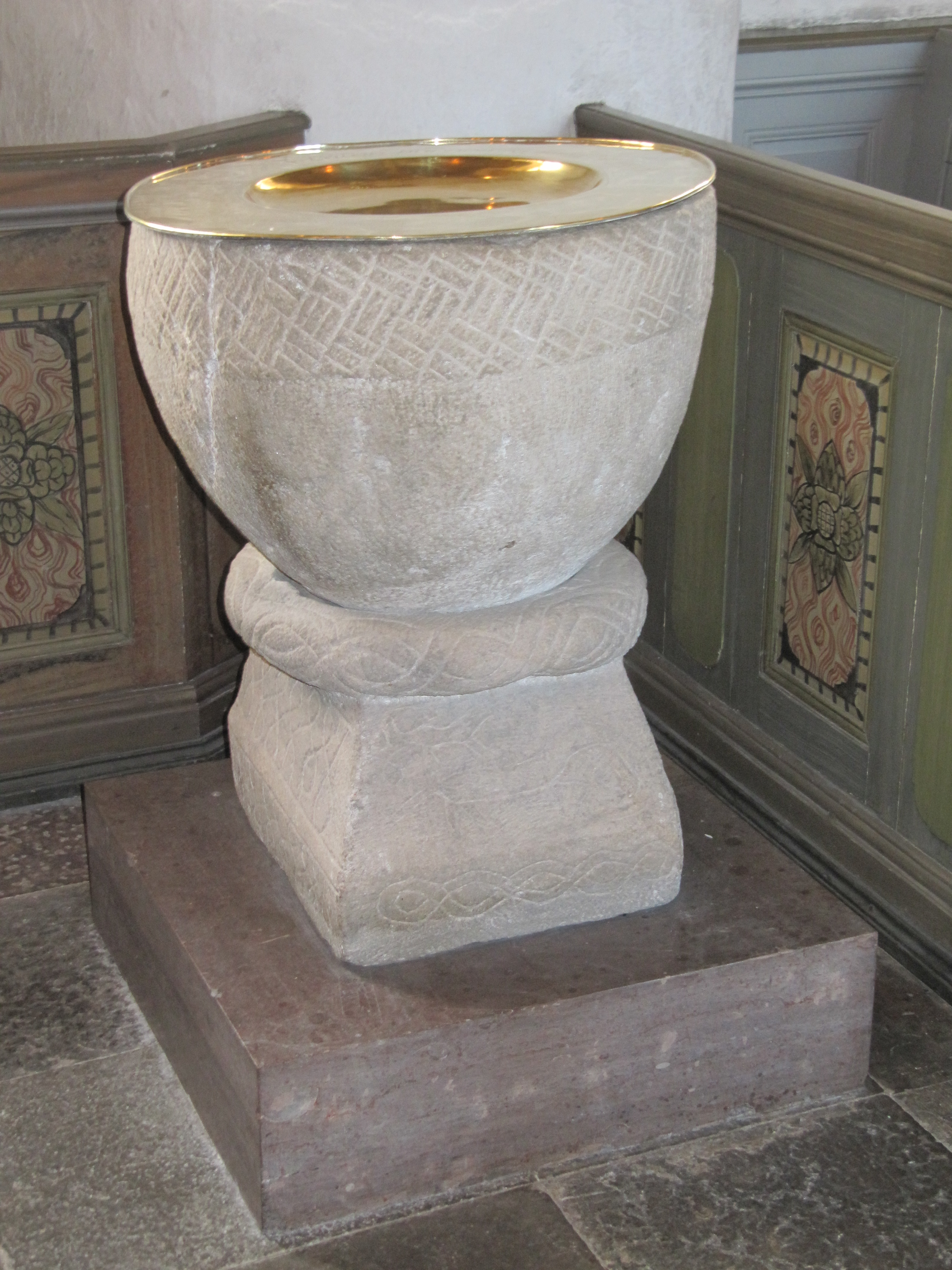
Dopfunt
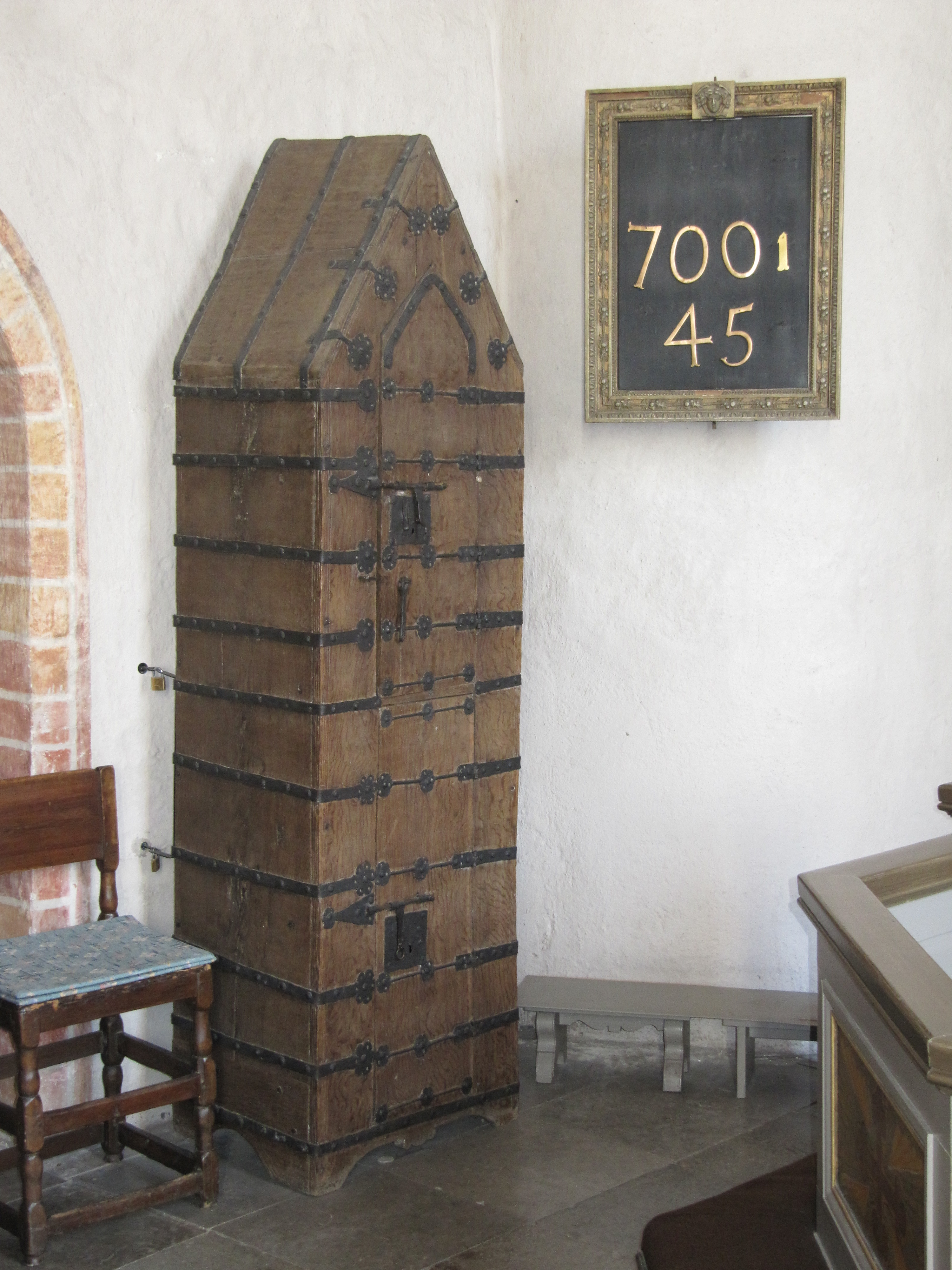
Sakramentskåp
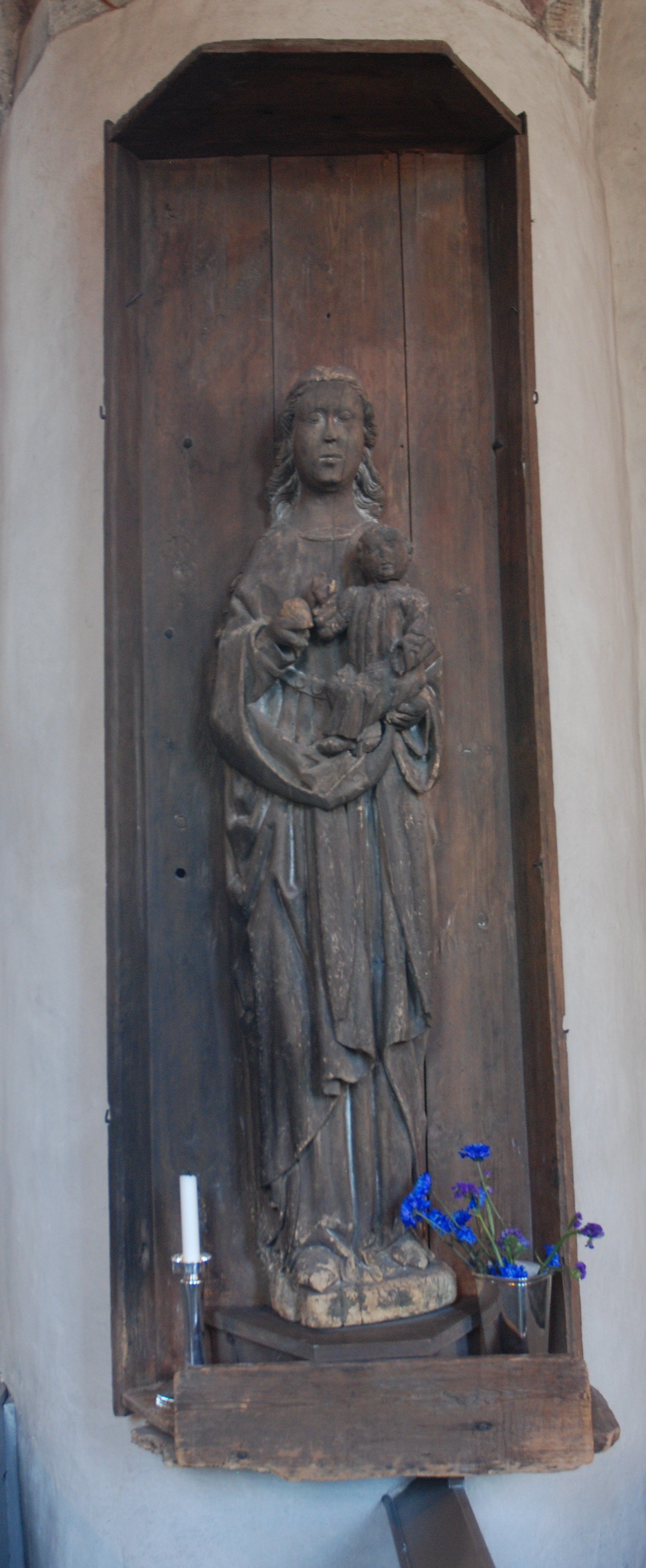
Mariaskulptur
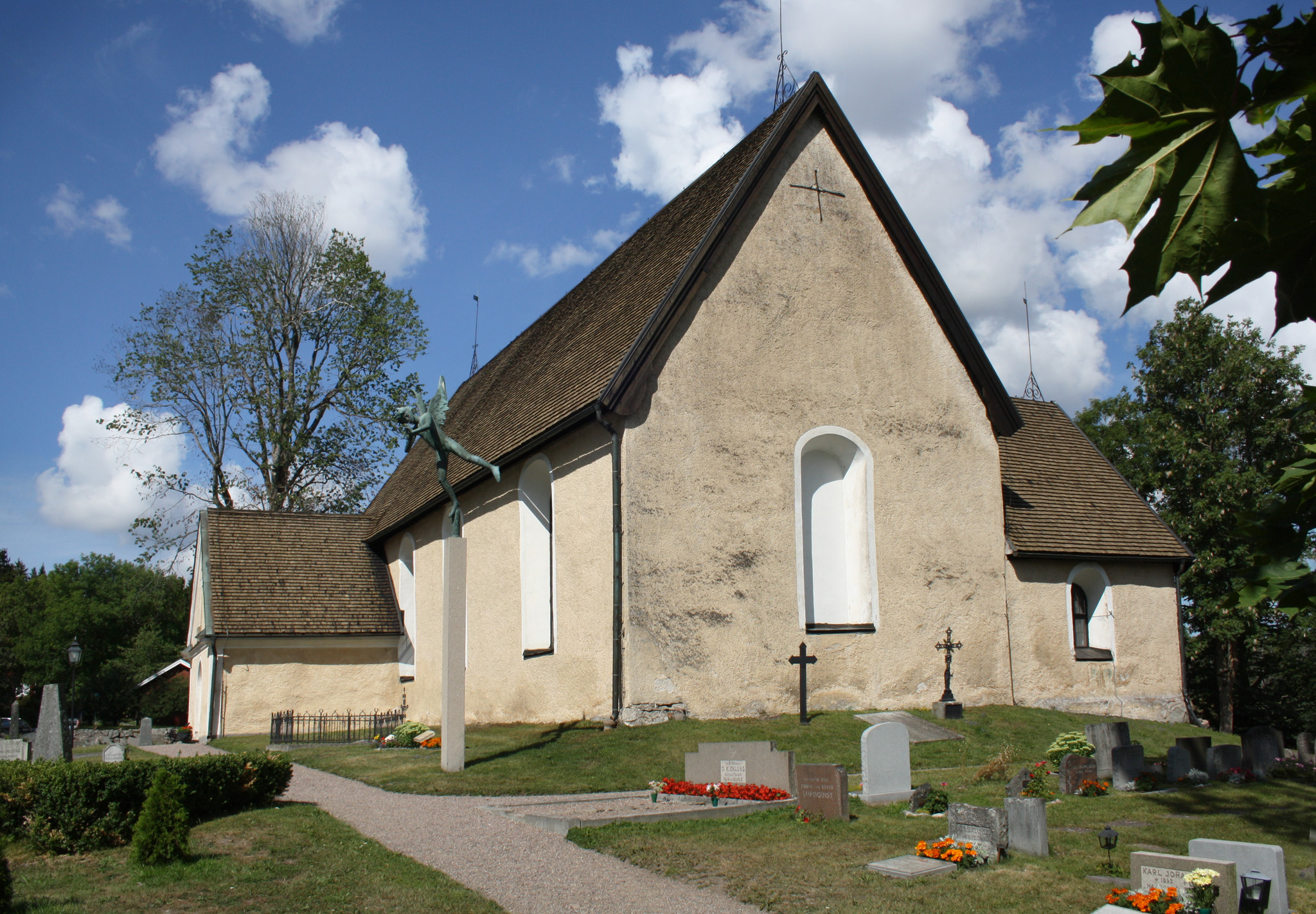
Baksidan, kyrkogård och staty av Carl Milles

### Webbkällor
- Upplandia.se - En site om Uppland
- Lagga församling

### Fotnoter
1. ↑  Bengt Järbe (1979). Sällsamheter i Uppland. Del 2. Stockholm: Rabén & Sjögren. sid. 260. ISBN 91-29-52819-4
2. ↑  Jan Håkan Åberg, red (1990). Inventarium över svenska orglar: 1990:II, Uppsala stift. Svenska kyrkan i utlandet. Tostared: Förlag Svenska orglar. Libris 4108784